# Coke (futebolista)
Jorge Andújar Moreno, mais conhecido como Coke, (Madrid, 26 de abril de 1987) é um ex-futebolista espanhol que atuava como lateral-direito.

## Títulos
Sevilla
- Liga Europa: 2013–14, 2014–15, 2015-16